# Dryophylax gambotensis
Dryophylax gambotensis — вид змій родини полозових (Colubridae). Ендемік Колумбії.

## Поширення і екологія
Dryophylax gambotensis мешкають на півночі Колумбії, у нижній частині басейну Магдалени і в прилеглих карибських низовинах. Вони живуть на болотах і на заплавних луках, на висоті до 200 м над рівнем моря.